# Mediaset Extra
Mediaset Extra é um canal de televisão de entretenimento italiano, propriedade da empresa de mídia Mediaset, lançado em 26 de novembro de 2010. É transmitido na Itália no canal 34 da TDT e no mux Mediaset 2.
A programação do canal consiste principalmente em reprises dos canais da Mediaset.
Em 12 de junho de 2018, um feed temporário em HD do canal foi lançado no Tivùsat para a Copa do Mundo FIFA 2018 e encerrou em 1º de agosto de 2018. Em 11 de julho de 2019, outro canal de transmissão simultânea denominado Mediaset Extra 2 foi lançado em substituição a versão italiana do Cine Sony, sendo substituído em janeiro de 2020 pelo Cine34.